# سجد
سَجَد، قرية فلسطينية مهجرة، تقع إلى الجنوب من الرملة. احتلها اليهود في تاريخ 9-10 تموز/ يوليو من عام 1948.

## القرية تاريخيًّا وجغرافيًّا
تقع قرية سجد في ظاهر قرية قزازة الشمالي، اسمها في الآرامية «سجدا» والسجود يعني العبادة. كانت القرية مبنية في منطقة كثيرة التلال عند الطرف الشرقي للسهل الساحلي الأوسط، تربطها طريق فرعية بطريق عام يمرّ شمالها، يصل غزة بالطريق العام الممتد بين الرملة والقدس. قرية سجد كانت من أوائل القرى التي انتفعت من بناء شبكة سكة الحديد في فلسطين. ففي آب/أغسطس 1892، افتُتح خط بين يافا والقدس، بنته شركة سكة حديد فرنسية للحكومة العثمانية؛ كان للقطار محطة في سَجَد يحرثونها، كانت أصلاً، للسلطان عبد الحميد، لكنّ الحكومة العثمانية انتزعتها منه في سنة 1908، وصنّفتها في جملة أراضي الجفتلك التي تمتلكها الحكومة وتؤجرها للقرويين لآجال طويلة. في أوائل الثلاثينات، لجأت حكومة الانتداب إلى المحكمة في محاولة منها لتثبت أنّ ليس للمستأجرين أيّ حق وراثي في الاستمرار في استئجار الأرض (ولا يعني ذلك شيئًا، في هذه الحال، أكثر من دفع بعض رسوم التسجيل والضرائب عليها). ويبدو أن دعوى الحكومة قامت، هذا وما يفسّر تصنيف أراضي القرية كلها «أراضي مشاع» في إحصاء سنة 1945.
كان سكان القرية كلهم من المسلمين. كما لم يكن في سجد مدرسة خاصة بها، لكنّ سكانها بدأو في العام الدراسي 1945/1946 يرسلون أولادهم إلى مدرسة قرية قزازة المجاورة، والواقعة جنوبي شرقي سَجَد. بالإضافة لذلك، كانت منازل القرية مبنية بمواد مستعملة، مستمدة من بقايا مواقع كانت آهلة قديمًا في الموقع نفسه.

## عائلات قرية سجد
عائلات قرية سجد / وادي الصرار قضاء الرملة / فلسطين هي:
حميدة، أبو شقرة، أبو جادو، النبتيتي، عساف،) المصري، أبو زينة، الباز، الشخريتي، الخطيب، هديب، عواد، شريم، كليب، الوراقي، أبو علوش، التوتنجي، شحادة، المنسي، الصعيدي، بركات، المدلل، معرمش، أبو توبة، أبو العال.

## احتلال القرية وتطهيرها عرقيًّا
استنادًا إلى المؤرخ الإسرائيلي بني موريس، فإنّ العمليات التي جرت في النصف الأول من حزيران/يونيو 1948 عجّلت في إخلاء هذه القرية، بالإضافة لخمس عشرة قرية أخرى في المنطقة على الأقل. شنّ لواء «غفعاتي»، أحد ألوية الجيش الإسرائيلي، هجومًا يُعرف بعملية «أن-فار»، كان الهدف منها وصل الساحل الذي تسيطر «إسرائيل» عليه بالنقب، وطرد السكان من المنطقة الواقعة إلى الجنوب من الرملة. من الجائز أن تكون سَجَد سقطت في المرحلة الأولى من العملية، بتاريخ 9-10 تموز/يوليو، وأن يكون سكانها فرّوا وفق ما روي- إلى منطقة الخليل.
عائلات قرية سجد
ع

## القرية اليوم
الموقع اليوم منطقة عسكرية مغلقة.

## المستعمرات الإسرائيلية على أراضي القرية
لا مستعمرات إسرائيلية على أراضي القرية.